# Xu Yuhua (judoka)
Xu Yuhua (en chino: 徐玉华; Binzhou, 2 de marzo de 1983) es una deportista china que compitió en judo. Ganó una medalla de oro en los Juegos Asiáticos de 2006, y una medalla de bronce en el Campeonato Asiático de Judo de 2012.

## Palmarés internacional
| Juegos Asiáticos    | Juegos Asiáticos     | Juegos Asiáticos  | Juegos Asiáticos |
| Año                 | Lugar                | Medalla           | Categoría        |
| ------------------- | -------------------- | ----------------- | ---------------- |
| 2006                | Doha (Catar)         | Medalla de oro    | –63 kg           |
| Campeonato Asiático |                      |                   |                  |
| Año                 | Lugar                | Medalla           | Categoría        |
| 2012                | Taskent (Uzbekistán) | Medalla de bronce | –63 kg           |